# آیس‌پیک
آیس‌پیک (به انگلیسی: IC3PEAK) گروهٔ دونفرهٔ موسیقی الکترونیک روسی می‌باشد که در سال ۲۰۱۳ تشکیل داده شد. این گروه متشکل از آناستازیا کرسلینا و نیکولای کوستیلف می‌باشد.